# Winterbach (Mühlebach)
Der Winterbach ist ein gut 500 Meter langer Bach des Südschwarzwaldes im baden-württembergischen Fröhnd. Seine Quelle liegt im Distrikt Wintermättle, er mündet von rechts und Südwesten in den Mühlebach.

## Geographie

### Verlauf
Der Winterbach entspringt auf etwa 920 m ü. NHN im Distrikt Wintermättle, etwa 750 m nordwestlich des Bubshorn-Gipfels und fließt in nordöstlicher Richtung. Etwa 70 m nach seiner Quelle unterquert er den Steinbruchweg, weitere rund 200 m weiter den Schweineweg. Im Distrikt Mättle mündet er dann auf etwa 768 m ü. NHN von rechts und Südwesten in den Mühlebach, dem Oberlauf des Hebschingerbachs.
Der etwa 510 m lange Lauf des Winterbachs endet ungefähr 152 Höhenmeter unterhalb seiner Quelle, er hat somit ein mittleres Sohlgefälle von etwa 30 %.

### Einzugsgebiet
Das naturräumlich zum Südschwarzwald gehörende Einzugsgebiet ist etwa 34 ha groß und liegt vollständig im Gemeindegebiet von Fröhnd. Der höchste Punkt des Einzugsgebiets liegt im Süden etwa 20 Höhenmeter unter dem Gipfel des Bubshorns auf etwa 1010 m ü. NHN.
Die Einzugsgebiete der folgenden Nachbargewässer grenzen an:
- die im Norden und Osten angrenzenden Gebiete entwässern direkt in den Mühlebach;
- im Süden konkurriert der Biegenbach, einem Nebenlauf des Pfaffenbachs, der weiter unterhalb des Hebschingerbachs in die Wiese mündet;
- der Abfluss jenseits der westlichen Wasserscheide gelangt über den Buschgraben über die Kleine Wiese weiter abwärts in die Wiese.

### Zuflüsse
Auf der amtlichen topographischen Karte ist ein namenloser Hangwaldzufluss verzeichnet: Länge ca. 310 m, mündet von rechts und Südwesten auf etwa 785 m ü. NHN, entspringt auf etwa 890 m ü. NHN.

### Flusssystem Wiese
- Fließgewässer im Flusssystem Wiese